# Mandy Lieu
Mandy Lieu（1985年3月20日—），美国马来西亚混血儿，出生于馬來西亞霹靂州怡保。2003年到香港發展演艺事业，以模特儿身份出道。曾是已婚澳門賭業大亨周焯華（洗米華）的情婦，育有三女一子。她在英國擁有豪華大宅，現與子女在當地定居。

## 中文名稱
Mandy曾被指中文名稱為「劉碧麗」，但她於媒體表示，自己沒有正式中文名稱，「劉碧麗」只是網路上有人為她起的中文名，後誤傳太廣才接受了此名字。由於在多國語言環境下成長，她能流利使用馬來語、英語、華語、粵語及日語。

## 經歷
Mandy的生父是美國白人，他未出生已失蹤，母親是華裔馬來西亞人，在馬來西亞單親家庭長大。在怡保出生，8歲隨家人移居吉隆坡。課餘時間兼職當模特兒。2003年，17歲輟學後到日本东京发展。2006年，又去香港發展，拍過電視廣告，平面廣告等。
2008年7月，获香港青马狮子会的“危校重建计划”颁发委任状，成为亲善大使宣扬为内地儿童重建或修筑学校而筹款。2015年，公開跟已婚澳門娛樂大亨周焯華（洗米華）上演世紀牽手，兩人公開戀情，成為情婦第三者，為周焯華生下三女一子。

## 感情生活
- 2008年與台灣藝人陳柏霖交往3年，經常形影不離。2011年分手。及後被傳與香港富商李嘉誠幼子李澤楷交住。
- 2014年與已婚澳门娱乐大亨周焯华（洗米华）牵手出席饭局，恋情正式曝光。
- 2014年12月，經紀人證實Mandy Lieu 未婚有孕4個多月，及後回馬來西亞安胎，但仍是非不絕。於2015年5月20日，在英國倫敦為周焯華產下一女，女兒取名周願。
- 2015年12月17日，公開跟周焯華上演世纪牵手，兩人公開戀情。
- 2016年6月，為周焯華產下一名儿子。
- 2017年9月，為周焯華再產下一名女兒。
- 2019年，Mandy Lieu與周焯華分手，並獲得港幣3億分手費。同年10月，為周焯華再產下一名女兒。

## 影視節目

### 電視劇（無綫電視）
- 2008年：《盛裝舞步愛作戰》 飾 Mandy

### 司儀
- 2010年：香港先生選舉（無綫電視）
- 2013年：亞洲電影大奬

### 綜藝節目（無綫電視）
- 2013年：超級無敵獎門人終極篇
- 2014年：快樂聯盟 第10集
- 2014年：瘋狂夏水禮 第6-10集
- 華麗明星賽

### 節目主持（now寬頻電視）
- 2009年：Lifetival
- 2010年：老虎都要 party
- 2010年：日本‧不盡的享樂[3]

### 電影
- 2012年：《太极1从零开始》
- 2012年：《天生愛情狂》
- 2014年：《愛．尋．迷》
- 2014年：《盜馬記》
- 2014年：《痞子英雄2：黎明再起》
- 2015年：《破風》 飾 Emily

### 廣告
- 西灣河嘉亨灣
- 生力啤
- 玉蘭油
- 亞洲電視陽光熱浪嘉年華宣傳片
- 瑪花纖體
- 隆力奇音樂電影《江南之恋》
- 九倉電訊：ICT（2014）
- Swisscoat眼鏡
- Spring Wedding春天婚紗攝影

### 其他演出
- 古巨基 《The Magic Moments 香港演唱會》表演嘉賓
- 古巨基《The Magic Moments 多倫多演唱會》 表演嘉賓 2008年5月30日[4]